# Edwardsport
Edwardsport är en kommun (town) i Knox County i Indiana. Vid 2010 års folkräkning hade Edwardsport 303 invånare.